# Louignac
Louignac település Franciaországban, Corrèze megyében. Lakosainak száma 244 fő (2022. január 1.). Louignac Ayen, Brignac-la-Plaine, Perpezac-le-Blanc, Saint-Robert, Badefols-d’Ans, Coubjours és Villac községekkel határos.

## Népesség
A település népességének változása:
| Lakosok száma | 266  | 208  | 194  | 230  | 223  | 232  | 236  | 239  | 241  | 244  |
|               | 1968 | 1982 | 1990 | 2006 | 2013 | 2015 | 2017 | 2019 | 2020 | 2022 |